# Заверце
Заве́рце (пол. Zawiercie) — город в Польше, входит в Силезское воеводство, Заверченский повят. Имеет статус городской гмины. Занимает площадь 85,24 км². Население — 53 359 человек (на 2004 год).

## География
В окрестностях города берёт начало Варта, одна из главных рек Польши.

## Население
| 2021   |
| ------ |
| 47 689 |

## Известные уроженцы, жители
- Вечорек, Юзеф (1893—1944) — деятель польского рабочего движения.

## Транспорт
От города Заверце начинается Центральная железнодорожная магистраль, идущая до города Гродзиск-Мазовецкий.

## Города-побратимы
- Эбензее, Австрия
- Понте-Ламбро, Италия
- Сан-Джованни-ла-Пунта, Италия
- Каменец-Подольский, Украина
- Долны Кубин, Словакия